# Handball Camargo 1974
El CDE Handball Camargo 1974, conocido como HBC'74, es un CLUB español de balonmano del municipio de Camargo (Cantabria). 
Actualmente cuenta con 18 equipos desde la categoría prebenjamín hasta la senior siendo su máximo representante el equipo Camargo 74 Propenor Repsol que participa en el Campeonato de División de Honor Plata femenina,
El Club Deportivo Elemental Handball Camargo 1974 se fundó en 2016 a partir de la iniciativa de un grupo de entrenadores y jugadores que tenían el objetivo común de promocionar el balonmano y enseñar su práctica proporcionando al mismo tiempo una formación en valores a sus deportistas.

## Historia
El miércoles 14 de diciembre de 2016 en el Centro Cultural La Vidriera de Maliaño tuvo lugar la asamblea constituyente del club, en la que se aprobaron sus estatutos, se presentó la junta directiva y se procedió a la firma del acta fundacional por más de un centenar de socios fundadores que acudieron a la asamblea.
El Construcciones Saypa, de categoría alevín femenina, fue el primer equipo del club en debutar. Fue en un partido amistoso celebrado el 2 de enero de 2017 en el pabellón del Colegio Jose Ramón Sánchez de El Astillero frente al equipo del Bm. Astillero.

La temporada 2017-2018 fue la primera en la que los equipos del Handball Camargo 1974 participaron en competición oficial. Por invitación de la Real Federación Española de Balonmano el primer equipo senior femenino del club fue incluido en el grupo A de la División de Honor Plata, categoría en la que consiguió la permanencia ocupando un brillante sexto puesto en la clasificación. Primera temporada en competición y primer título de campeón de Cantabria para el club, conseguido en categoría cadete femenina por el equipo HBC’74 Mercería Yolanda, dirigido por Verónica Cuadrado y que le permitió disputar el sector estatal del Campeonato de España.

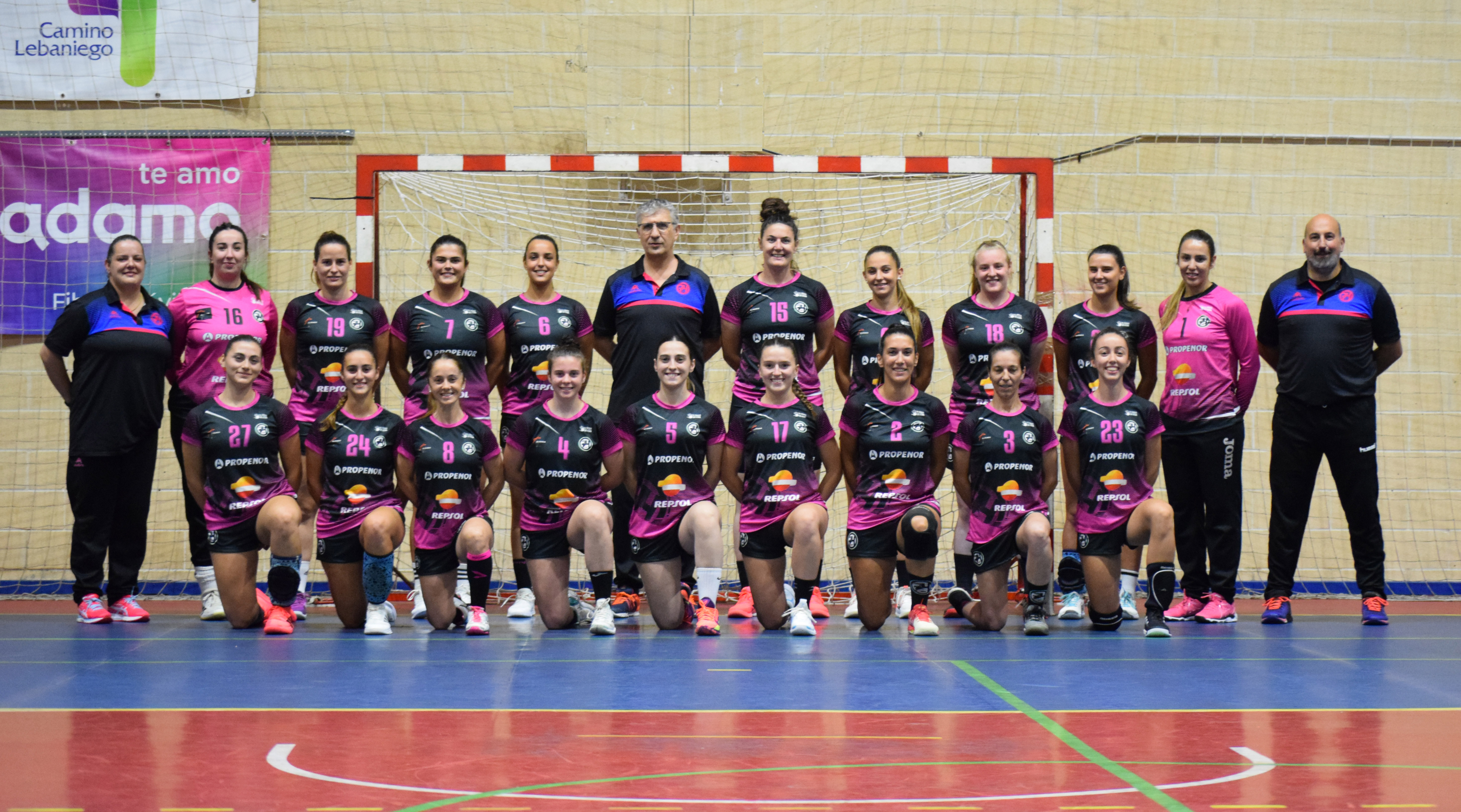
Camargo 74 Propenor Repsol

## Organigrama

### Junta directiva
- Presidente: Juan Francisco Escudero Santiuste
- Vicepresidente: Raúl Díez Fernández
- Tesorera: Yolanda Bear Salas
- Secretario: Gustavo Antón Díaz
- Vocal: Beatriz Suárez Adrados
- Vocal: Carlos Martínez Nieto

### Comisión Deportiva
- Juan Francisco Escudero Santiuste

- Raúl Díez Fernández
- Jesús Escudero Santiuste
- Carlos de la Torre Tirilonte
- Alejandro Portilla Díaz

### Escuela Municipal de Balonmano
- Coordinador: Jesús Escudero Santiuste

## Palmarés
- Temporada 2017-2018: Campeón de Cantabria Cadete Femenino
- Temporada 2017-2018: Campeón Copa Cantabria Juvenil Femenina
- Temporada 2018-2019: Campeón de Cantabria Infantil Femenino
- Temporada 2018-2019: Campeón Fase Sector Infantil Femenino
- Temporada 2018-2019: 7º clasificado Campeonato de España Infantil Femenino
- Temporada 2019-2020: Campeón Copa Cantabria Senior Femenina
- Temporada 2019-2020: Campeón Copa Cantabria Infantil Masculina
- Temporada 2020-2021: Campeón de Cantabria Cadete Femenino
- Temporada 2020-2021: Campeón Copa Cantabria Infantil Masculina
- Temporada 2020-2021: Campeón Copa Cantabria Alevín Masculina

## Torneos internacionales
Torrellano Cup Archivado el 3 de diciembre de 2020 en Wayback Machine.  2017
Sanes Cup 2018
Paredes Handball Cup Archivado el 29 de noviembre de 2020 en Wayback Machine. 2019